# Westinghouse Electric Company
Westinghouse ili punim imenom Westinghouse Electric Company LLC ime je za tvrtku u vlasništvu japanske tvrtke Toshiba, čije je osnovno područje djelatnosti nuklearna energija i srodne dijelatnosti: dizajn i gradnja nuklearnih centrala, servisiranje, instrumentacija i upravljanje, te snadbjevanje nukleanog goriva. Sjedište tvrtke nalazi se u Cranberry Township, Butler County, Pennsylvania.

## Vanjske poveznice
- Službene stranice Westinghouse Electric Company LLC